# Cubanoptila muybonita
Cubanoptila muybonita är en nattsländeart som beskrevs av Lazar Botosaneanu 1977. Cubanoptila muybonita ingår i släktet Cubanoptila och familjen stenhusnattsländor. Inga underarter finns listade i Catalogue of Life.